# Aubrey Plaza
Aubrey Christina Plaza (Wilmington, Delaware, 1984. június 26. – ) amerikai színésznő, humorista.
Pályafutását humoristaként kezdte az Upright Citizens Brigade Theater nevű amerikai improvizációs színházban. Ismertségre a Városfejlesztési osztály (2009–2015) című szituációs komédiában tett szert, majd főszereplőként feltűnt a Légió (2017–2019) című drámasorozatban is.
Első filmfőszerepe a 2012-es Kockázatos túra című romantikus vígjátékban volt. Egyéb filmszerepei közé tartozik a Ki nevet a végén? (2009), a Scott Pilgrim a világ ellen (2010), a Szörny Egyetem (2013), a Zombibarátnő (2014), a Nagyfater elszabadul (2016), a Gyerekjáték (2019) a Karácsonyi meglepi (2020) és az Emily the Criminal (2022).

## Élete és pályafutása
A delaware-i Wilmingtonban született Bernadette ügyvéd és David Plaza pénzügyi tanácsadó gyermekeként. Két testvére van, Renee és Natalie.

## Magánélete
2011-től a férfi 2025-ös haláláig párkapcsolatban élt Jeff Baena íróval és rendezővel. 2021 májusában elárulta, hogy ő és Baena házasok, és egy Instagram-posztban a férjeként említette meg őt.
A The Advocate-nek adott 2016-os interjújában kijelentette: „A lányok odavannak értem – ez nem titok. Hé, én is beléjük vagyok esve. Beleszeretek a lányokba és a fiúkba is. Nem tehetek róla.”
20 éves korában agyvérzést kapott, amely átmenetileg bénulást és időszakos expresszív afáziát okozott. Néhány évvel később a Városfejlesztési osztály című sorozat forgatásán iszkémiás rohamot kapott.

## Filmográfia

### Film
| Év   | Magyar cím                                                | Eredeti cím                                   | Szerep                           | Magyar hang            | Rendező                 |
| ---- | --------------------------------------------------------- | --------------------------------------------- | -------------------------------- | ---------------------- | ----------------------- |
| 2009 |                                                           | Mystery Team                                  | Kelly Peters                     |                        | Dan Eckman              |
| 2009 | Ki nevet a végén?                                         | Funny People                                  | Daisy Danby                      | Sánta Annamária        | Judd Apatow             |
| 2010 | Scott Pilgrim a világ ellen                               | Scott Pilgrim vs. the World                   | Julie Powers                     | Vadász Bea             | Edgar Wright            |
| 2011 | Hölgyek a pácban                                          | Damsels in Distress                           | Debbie                           |                        | Whit Stillman           |
| 2011 |                                                           | Someday This Pain Will Be Useful to You       | Jeanine Breemer                  |                        | Roberto Faenza          |
| 2011 | Újra együtt                                               | 10 Years                                      | Olivia                           | Vadász Bea             | Jamie Linden            |
| 2012 | Kockázatos túra                                           | Safety Not Guaranteed                         | Darius Britt                     | Vadász Bea             | Colin Trevorrow         |
| 2012 |                                                           | The End of Love                               | Aubrey                           |                        | Mark Webber             |
| 2012 | Pillantás Charlie Swan képzeletébe                        | A Glimpse Inside the Mind of Charles Swan III | Marnie                           |                        | Roman Coppola           |
| 2013 |                                                           | From Up on Poppy Hill                         | Sachiko Hirokouji (angol hangja) |                        | Mijazaki Goró           |
| 2013 | Kamatylista                                               | The To Do List                                | Brandy Klark                     |                        | Maggie Carey            |
| 2013 | Charlie Countryman szükségszerű halála (Halálos szerelem) | Charlie Countryman                            | Ashley                           | Nemes Takách Kata      | Fredrik Bond            |
| 2013 | Szörny Egyetem                                            | Monsters University                           | Claire Wheeler (hangja)          | Dögei Éva              | Dan Scanlon             |
| 2013 |                                                           | Center Jenny                                  | Monika Nark                      |                        | Ryan Trecartin          |
| 2014 | Zombibarátnő                                              | Life After Beth                               | Beth Slocum                      | Vadász Bea             | Jeff Baena (1)          |
| 2014 | Barátok gyűrűjében                                        | About Alex                                    | Sarah                            | Homonnai Katalin       | Jesse Zwick             |
| 2014 |                                                           | Ned Rifle                                     | Susan                            |                        | Hal Hartley             |
| 2014 | A szerelem markában                                       | Playing It Cool                               | Mallory                          | Vadász Bea             | Justin Reardon          |
| 2015 |                                                           | Addicted to Fresno                            | Kelly                            |                        | Jamie Babbit            |
| 2015 | Szándék nélkül                                            | The Driftless Area                            | Jean                             | Vadász Bea             | Zachary Sluser          |
| 2016 | Nagyfater elszabadul                                      | Dirty Grandpa                                 | Lenore                           | Nemes Takách Kata      | Dan Mazer               |
| 2016 | Zűrös hétvége                                             | Joshy                                         | Jen                              | Cabello-Colini Borbála | Jeff Baena (2)          |
| 2016 | Mike és Dave esküvőhöz csajt keres                        | Mike and Dave Need Wedding Dates              | Tatiana                          | Nemes Takách Kata      | Jake Szymanski          |
| 2017 | Bővérű nővérek                                            | The Little Hours                              | Fernanda nővér                   | Nemes Takách Kata      | Jeff Baena (3)          |
| 2017 | Ingrid új élete                                           | Ingrid Goes West                              | Ingrid Thorburn                  | Nemes Takách Kata      | Matt Spicer             |
| 2018 |                                                           | An Evening with Beverly Luff Linn             | Lulu Danger                      |                        | Jim Hosking             |
| 2019 | Gyerekjáték                                               | Child's Play                                  | Karen Barclay                    | Nemes Takách Kata      | Lars Klevberg           |
| 2020 |                                                           | Black Bear                                    | Allison                          |                        | Lawrence Michael Levine |
| 2020 | Karácsonyi meglepi                                        | Happiest Season                               | Riley Johnson                    | Nemes Takách Kata      | Clea DuVall             |
| 2021 | Best Sellers: Hogyan készítsünk bestsellert               | Best Sellers                                  | Lucy Stanbridge                  | Nemes Takách Kata      | Lina Roessler           |
| 2021 |                                                           | King Knight                                   | Pine Cone (hangja)               |                        | Richard Bates Jr.       |
| 2022 | Emily bűnbe esik                                          | Emily the Criminal                            | Emily Benetto                    | Nemes Takách Kata      | John Patton Ford        |
| 2022 | Őrült randi Toszkánában                                   | Spin Me Round                                 | Kat                              | Nemes Takách Kata      | Jeff Baena (4)          |
| 2023 | Fortune hadművelet – A nagy átverés                       | Operation Fortune: Ruse de Guerre             | Sarah Fidel                      | Nemes Takách Kata      | Guy Ritchie             |
| 2024 |                                                           | My Old Ass                                    | Old Elliott                      |                        | Megan Park              |
| 2024 | Megalopolisz                                              | Megalopolis                                   | Wow Platinum                     |                        | Francis Ford Coppola    |

Egyéb filmek
| Év   | Cím                     | Szerep             | Megjegyzések   |
| ---- | ----------------------- | ------------------ | -------------- |
| 2006 | Killswitch              | lány fejsérüléssel | rövidfilm      |
| 2006 | In Love                 | Julie              | rövidfilm      |
| 2013 | She Said, She Said      | nő a parkban       | rövidfilm      |
| 2013 | Failure                 | nő                 | rövidfilm      |
| 2016 | The Pistol Shrimps      | önmaga             | dokumentumfilm |
| 2017 | Take My Nose... Please! | önmaga             | dokumentumfilm |

### Televízió
| Év        | Magyar cím               | Eredeti cím                     | Szerep                              | Megjegyzések                                                                  |
| --------- | ------------------------ | ------------------------------- | ----------------------------------- | ----------------------------------------------------------------------------- |
| 2006      | A stúdió                 | 30 Rock                         | NBC inas                            | 1 epizód                                                                      |
| 2009–2020 | Városfejlesztési osztály | Parks and Recreation            | April Ludgate                       | - főszereplő (125 epizód) - magyar hangja: - Nemes Takách Kata - Csifó Dorina |
| 2011      |                          | Portlandia                      | Beth / könyvesbolti vásárló         | 3 epizód                                                                      |
| 2012      |                          | NTSF:SD:SUV::                   | visszaemlékező                      | 1 epizód                                                                      |
| 2013      |                          | Maron                           | önmaga                              | 1 epizód                                                                      |
| 2013–2014 | Korra legendája          | The Legend of Korra             | Eska (hangja)                       | 12 epizód                                                                     |
| 2013–2019 | Tömény történelem        | Drunk History                   | Sacagawea / Aaron Burr / Kleopátra  | 3 epizód                                                                      |
| 2014–2015 |                          | Welcome to Sweden               | önmaga                              | 6 epizód                                                                      |
| 2015      |                          | Golan the Insatiable            | Dylan Beekler (hangja)              | 6 epizód                                                                      |
| 2015      | Castle                   | Castle                          | Lucy (hangja)                       | 4 epizód (stáblistán nem szerepel)                                            |
| 2016      | SpongyaBob Kockanadrág   | SpongeBob SquarePants           | Nocturna (hangja)                   | 1 epizód                                                                      |
| 2016      |                          | Comedy Bang! Bang!              | Lady Aubrey / önmaga                | 1 epizód                                                                      |
| 2016      |                          | RuPaul's Drag Race All Stars    | önmaga / meghívott zsűritag         | 1 epizód                                                                      |
| 2016      |                          | HarmonQuest                     | önmaga / Hawaiian Coffee            | 1 epizód                                                                      |
| 2016–2020 | Gyilkos elmék            | Criminal Minds                  | Cat Adams                           | 4 epizód                                                                      |
| 2017      |                          | Easy                            | Lindsay                             | 1 epizód                                                                      |
| 2017–2019 | Légió                    | Legion                          | Amahl Farouk / Shadow King          | - 27 epizód - magyar hangja: - Gáspár Kata                                    |
| 2017–2019 | Légió                    | Legion                          | Lenny Busker                        | - 27 epizód - magyar hangja: - Gáspár Kata                                    |
| 2019      |                          | 34th Independent Spirit Awards  | önmaga (házigazda)                  | különkiadás                                                                   |
| 2019–2020 |                          | Crank Yankers                   | Bernadette (hangja)                 | 2 epizód                                                                      |
| 2020      |                          | 35th Independent Spirit Awards  | önmaga (házigazda)                  | különkiadás                                                                   |
| 2020      | Muppetek most            | Muppets Now                     | önmaga                              | - 1 epizód - magyar hangja: - Vadász Bea                                      |
| 2020      |                          | Sarah Cooper: Everything's Fine | Ashley                              | különkiadás                                                                   |
| 2021      |                          | Cinema Toast                    | Karen (hangja)                      | 1 epizód                                                                      |
| 2021      | Hívások                  | Calls                           | Dr. Rachel Wheating (hangja)        | 2 epizód                                                                      |
| 2021      |                          | Duncanville                     | Nina                                | 1 epizód                                                                      |
| 2022      | A Fehér Lótusz           | The White Lotus                 | Harper Spiller                      | - 7 epizód - magyar hangja: - Nemes Takách Kata                               |
| 2022      |                          | Little Demon                    | Laura Feinberg (hangja)             | főszereplő                                                                    |
| 2022      | A Simpson család         | The Simpsons                    | Amber Duffman (hangja)              | 1 epizód                                                                      |
| 2023      | Scott Pilgrim rákapcsol  | Scott Pilgrim Takes Off         | Julie Powers (hangja)               | - 5 epizód - magyar hangja: - Nemes Takách Kata                               |
| 2023      | Saturday Night Live      | Saturday Night Live             | önmaga                              | 1 epizód                                                                      |
| 2024      | Szörnyszakik             | Monsters at Work                | Claire Wheeler-Worthington (hangja) | - 3 epizód - magyar hangja: - Nemes Takách Kata                               |
| 2024      | Mindvégig Agatha         | Agatha All Along                | Rio Vidal                           | - főszereplő - magyar hangja: - Gáspár Kata - Kovács Lotti (énekhang)         |

## Fordítás
Ez a szócikk részben vagy egészben  az   Aubrey Plaza című angol Wikipédia-szócikk fordításán alapul.  Az eredeti cikk szerkesztőit annak laptörténete sorolja fel. Ez a jelzés csupán a megfogalmazás eredetét és a szerzői jogokat jelzi, nem szolgál a cikkben szereplő információk forrásmegjelöléseként.